# Boana alfaroi
Boana alfaroi é uma espécie de anfíbio anuro da família Hylidae. Está presente no Equador. A UICN classificou-a como deficiente de dados.